# Elaçmaz, Gürpınar
Elaçmaz là một xã thuộc thành phố Gürpınar, tỉnh Van, Thổ Nhĩ Kỳ. Dân số thời điểm năm 2011 là 1.689 người.